# Hypericum rumeliacum
Hypericum rumeliacum är en johannesörtsväxtart. Hypericum rumeliacum ingår i släktet johannesörter, och familjen johannesörtsväxter.

## Underarter
Arten delas in i följande underarter:
- H. r. apollinis
- H. r. rumeliacum